# Entrada de Reino Unido en la Primera Guerra Mundial

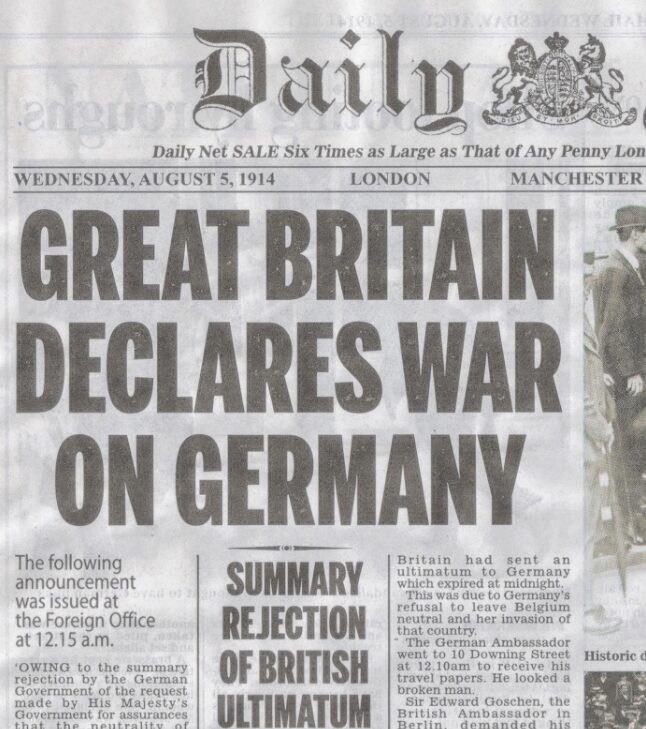
Portada del Daily Mail del 5 de agosto de 1914, con la declaración de guerra británica al Imperio alemán.

Reino Unido entró en la Primera Guerra Mundial el 4 de agosto de 1914, cuando el rey Jorge V declaró la guerra tras la expiración de un ultimátum al Imperio alemán. La explicación oficial se centró en proteger a Bélgica como país neutral; sin embargo, la razón principal era evitar una derrota francesa que hubiera dejado a Alemania con el control de Europa occidental. El Partido Liberal estaba en el poder con el primer ministro HH Asquith y el ministro de Asuntos Exteriores Edward Grey a la cabeza. El gabinete liberal tomó la decisión, aunque el partido había sido firmemente contra la guerra hasta el último minuto. El Partido Conservador estaba a favor de la guerra. Los liberales sabían que si se dividían en el tema de la guerra, perderían el control del gobierno a manos de los conservadores.

## Trasfondo

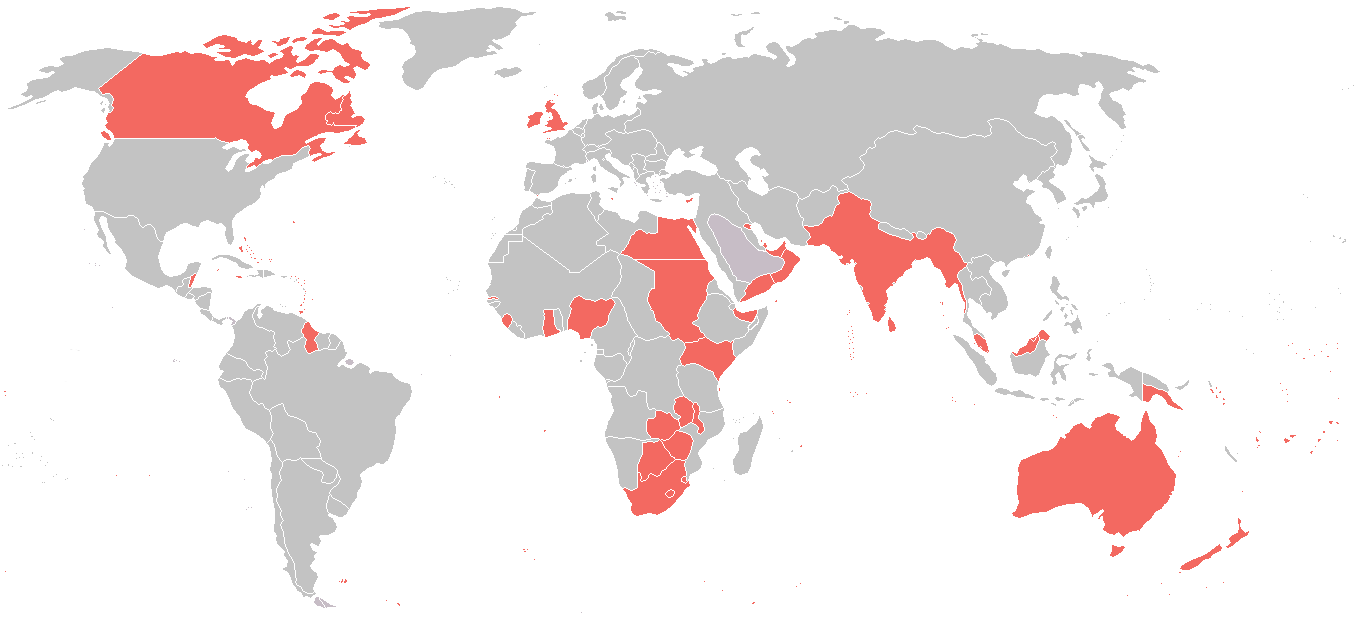
El Imperio británico en 1914.

Sistema de alianzas en Europa antes de la Primera Guerra Mundial:
Triple Entente
Triple Alianza
Países neutrales

Durante gran parte del siglo XX, Gran Bretaña siguió una política exterior conocida posteriormente como aislamiento espléndido, que buscaba mantener el equilibrio de poder en Europa sin alianzas formales. Cuando el continente se dividió en dos bloques de poder durante la década de 1890, el gobierno conservador de 1895-1905 se dio cuenta de que esto dejaba a Gran Bretaña peligrosamente expuesta. Esto dio lugar a la Alianza anglo-japonesa de 1902, seguida de la visita del rey Eduardo VII a París en 1903. Al reducir el sentimiento antibritánico en Francia, condujo a la Entente Cordiale de 1904, cuyo primer efecto tangible fue el apoyo británico a Francia contra Alemania en la Crisis marroquí de 1905.
En 1907, el nuevo gobierno liberal aceptó el Convenio anglo-ruso. Al igual que la Entente, la Convención se centró en resolver las disputas coloniales, pero al hacerlo, allanó el camino para una cooperación más amplia y permitió a Gran Bretaña reorientar sus recursos navales en respuesta a la expansión naval alemana.
La Crisis de Agadir de 1911 alentó las negociaciones militares secretas entre Francia y Gran Bretaña en caso de guerra con el Imperio alemán. Una fuerza expedicionaria británica de 100.000 hombres desembarcaría en Francia en las dos semanas siguientes a la guerra, mientras que los acuerdos navales asignaron la responsabilidad del mar Mediterráneo a la Armada francesa, mientras que la Marina Real se ocupaba del mar del Norte y el canal de la Mancha, incluido el norte de Francia.

## Antagonismo con Alemania
Al explicar por qué Gran Bretaña entró en guerra con Alemania, el historiador británico Paul Kennedy sostuvo que un factor crítico fue la comprensión británica de que Alemania se estaba volviendo rápidamente económicamente más poderosa que Gran Bretaña. En esencia, no fue una consecuencia de las disputas sobre el imperialismo económico y comercial, el Ferrocarril de Bagdad, los enfrentamientos en Europa del Este, la retórica política altamente cargada o los grupos de presión internos. La dependencia una y otra vez de Alemania de la agresión militar, mientras que Gran Bretaña apelaba cada vez más a las sensibilidades morales, también jugó un papel, especialmente al retratar la invasión de Bélgica neutral como (en la visión alemana) una táctica militar necesaria o (en la visión británica) un profundo crimen moral. 
La invasión alemana de Bélgica no fue la causa real de la guerra con Gran Bretaña, porque la decisión británica ya había sido tomada, ya que los británicos estaban más preocupados por el destino de Francia (pp. 457-62). Kennedy sostiene que la razón principal fue el temor de Londres de que una repetición de la guerra de 1870, cuando Prusia y los estados alemanes aplastaron a Francia, significaría que una Alemania en rápida industrialización, con un ejército y una marina poderosos, controlaría el canal de la Mancha y el noroeste de Francia. Los responsables políticos británicos insistieron en que eso sería una catástrofe para la seguridad británica.
Christopher Clark señala que el gabinete británico decidió el 29 de julio de 1914 que ser signatario del tratado de Londres que garantizaba las fronteras de Bélgica no lo obligaba a oponerse a una invasión alemana de Bélgica con fuerza militar.

## Decisión de guerra

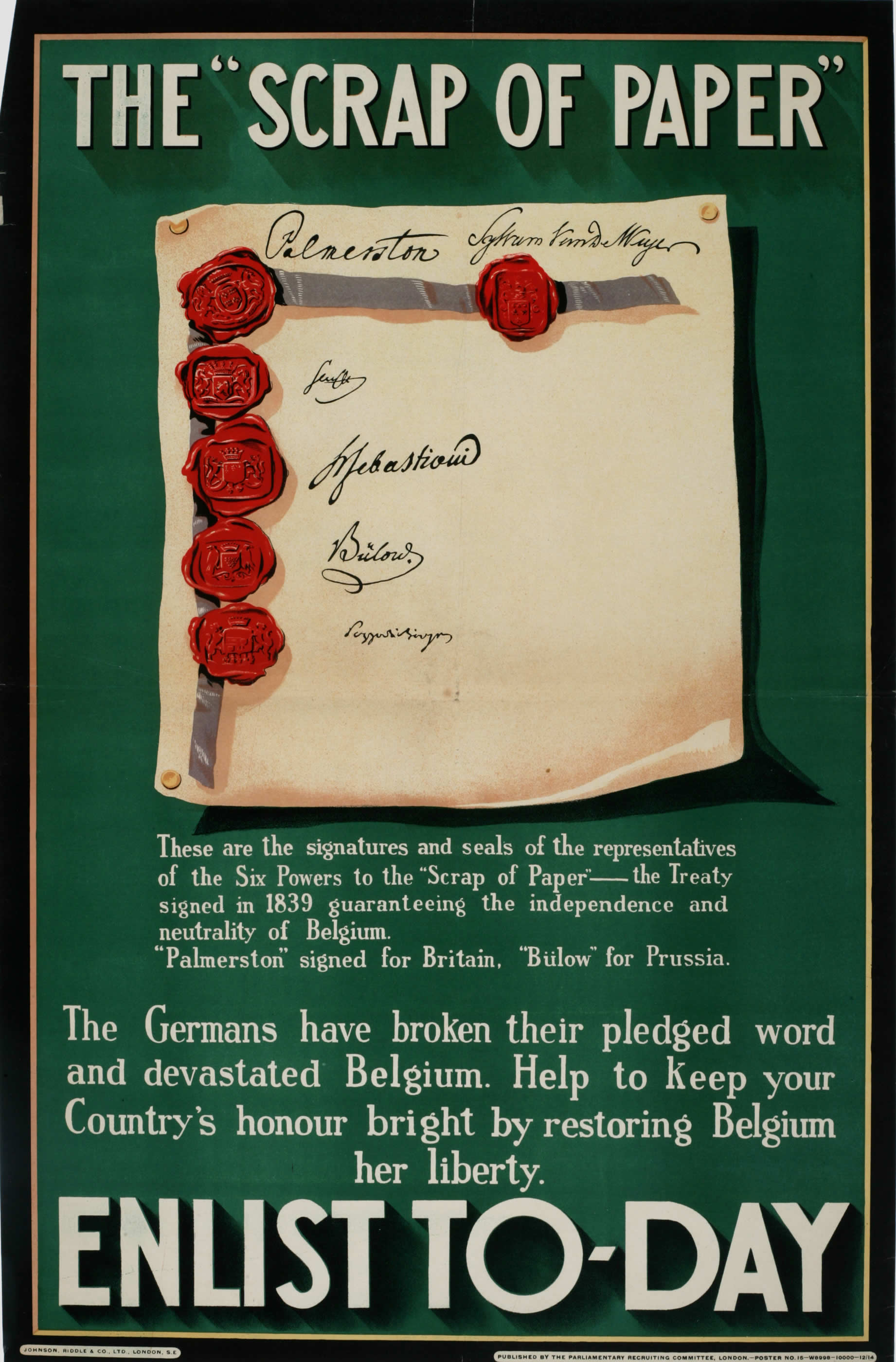
"El trozo de papel - Alístate hoy", cartel de propaganda británico de 1914 que enfatiza el desprecio alemán por el tratado de 1839 (la firma del ministro de Asuntos Exteriores británico, Lord Palmerston, es visible en la parte superior), que garantizaba la neutralidad belga, como un mero "trozo de papel" que Alemania ignoraría.

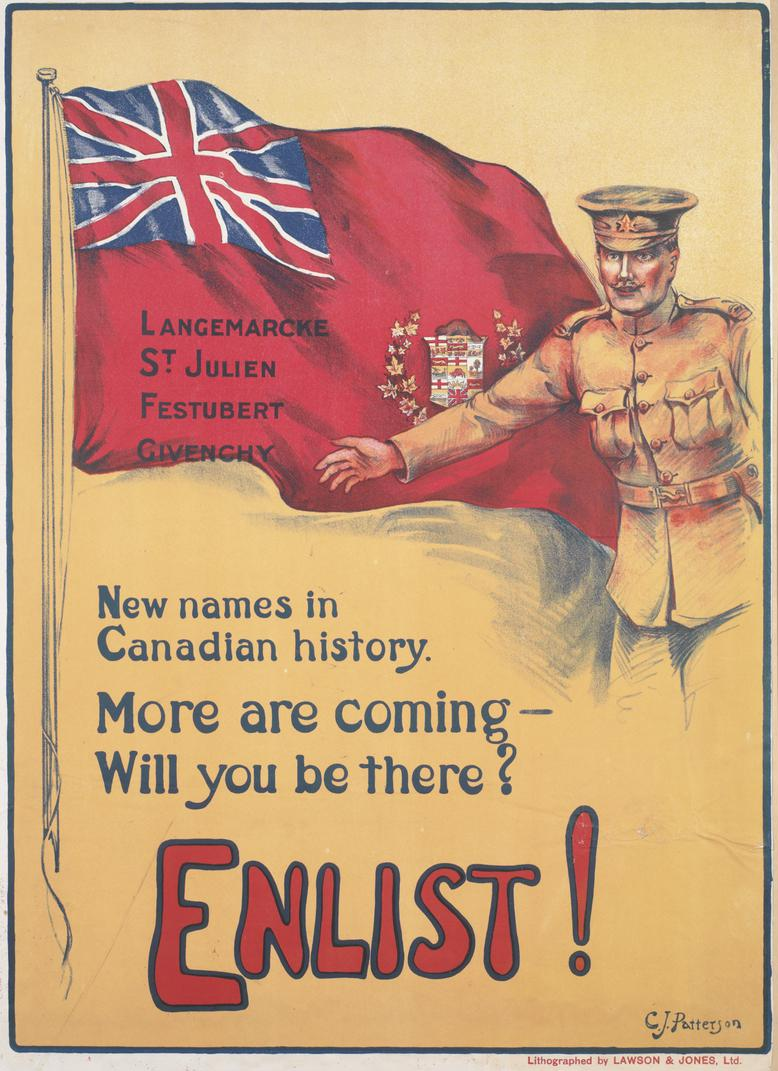
Canadá se unió automáticamente a la guerra y reclutó vigorosamente voluntarios.

Inmediatamente después del asesinato el 28 de junio del archiduque austriaco Francisco Fernando en Sarajevo, los periódicos británicos denunciaron al asesino nacionalista serbio, Gavrilo Princip, y en general simpatizaron con la monarquía austrohúngara. Los periódicos culparon al Reino de Serbia por el crimen, con retórica contra los «fanáticos», las «fuerzas peligrosas» y los «agitadores imprudentes». Estas respuestas fueron ampliamente compartidas en todo el espectro político, con periódicos liberales y conservadores expresando su consternación y consternación. Pero el 27 de julio, la opinión de la prensa se había vuelto contra Austria-Hungría. La prensa nacional se dividió según las líneas partidarias, con los periódicos conservadores enfatizando la obligación de apoyar a Francia, mientras que los periódicos liberales insistieron en que Gran Bretaña no tenía tal compromiso y debía permanecer neutral.
A medida que Alemania y Rusia se convirtieron en los actores centrales de la crisis (apoyando respectivamente a Austria-Hungría y Serbia), los líderes británicos tenían cada vez más un sentido de compromiso con la defensa de Francia. En primer lugar, si Alemania conquistaba nuevamente Francia, como había sucedido en la guerra franco-prusiana de 1870, se convertiría en una gran amenaza para los intereses económicos, políticos y culturales británicos. En segundo lugar, el partidismo estaba involucrado. El Partido Liberal se identificaba con el internacionalismo y el libre comercio, y con la oposición al chovinismo y la guerra. Por el contrario, el Partido Conservador se identificaba como el partido del nacionalismo y el patriotismo; los británicos esperaban que «mostrara capacidad para dirigir una guerra». Los votantes liberales inicialmente exigieron la paz, pero se indignaron cuando los alemanes trataron la neutralidad belga como un «pedazo de papel» sin valor (las palabras del canciller alemán Theobald von Bethmann Hollweg al ridiculizar el Tratado de Londres). Alemania, como parte de un ataque masivo contra Francia, invadió el norte de Francia a través de Bélgica temprano en la mañana del 4 de agosto. Los belgas pidieron ayuda militar a Gran Bretaña en virtud del tratado de 1839 y, en respuesta, Londres dio a Berlín un ultimátum que expiró a las 23:00 horas, que fue ignorado. El rey Jorge V declaró entonces la guerra a Alemania esa misma noche.
Antes de que se declarara la guerra, los periódicos británicos dieron una amplia cobertura a la crisis, pero variaron enormemente en las opciones políticas recomendadas, cubriendo básicamente todo el espectro desde la paz hasta la guerra. CP Scott y el Manchester Guardian mantuvieron una intensa campaña contra la guerra. Denunciaron una «conspiración para arrastrarnos a una guerra contra los intereses de Inglaterra», argumentando que equivaldría a un «crimen contra Europa», y advirtiendo que «tiraría por la borda el progreso acumulado de medio siglo». El político David Lloyd George le dijo a Scott el martes 4 de agosto de 1914: «Hasta el domingo pasado, solo dos miembros del Gabinete habían estado a favor de nuestra intervención en la guerra, pero la violación del territorio belga había alterado completamente la situación».
Una vez declarada la guerra, la defensa de Bélgica, en lugar de la de Francia, fue la razón pública esgrimida para justificarla. Los carteles de propaganda enfatizaban que Gran Bretaña estaba obligada a salvaguardar la neutralidad de Bélgica en virtud del Tratado de Londres.
Incluso el 1 de agosto de 1914, la gran mayoría de los liberales, tanto votantes como miembros del gabinete, se oponían firmemente a la guerra. La invasión alemana de Bélgica fue una violación tan escandalosa de los derechos internacionales que el Partido Liberal aceptó la guerra el 4 de agosto.
Los liberales lograron superar sus profundas divisiones en torno a la acción militar. A menos que el gobierno liberal actuara decisivamente contra la invasión alemana de Francia, sus principales líderes, entre ellos el Primer Ministro HH Asquith, el ministro de Asuntos Exteriores Edward Grey, el Primer Lord del Almirantazgo Winston Churchill y otros, dimitirían, lo que supondría el riesgo de que el Partido Conservador, mucho más partidario de la guerra, formase gobierno. El maltrato a Bélgica no fue en sí mismo una causa fundamental de la entrada británica en la guerra, pero se utilizó ampliamente como justificación en la propaganda de guerra para motivar al pueblo británico.
La mayoría del Partido Laborista, que como miembro de la Segunda Internacional se había opuesto a la guerra, también pasó a apoyarla después de la invasión alemana de Bélgica, con la excepción de algunos miembros como su secretario Ramsay MacDonald. El resto de la dirección del Partido Laborista, bajo el mando de Arthur Henderson, calculó que la guerra sería breve y que oponerse a ella le costaría al partido en las siguientes elecciones generales.